# Перегудов, Александр Николаевич
Александр Николаевич Перегу́дов (1894—1952) — советский оперный певец (тенор). Лауреат Сталинской премии первой степени (1951).

## Биография
А. Н. Перегудов в 1926 году окончил МГК имени П. И. Чайковского (класс В. М. Зарудной). С 1927 года солист ГАБТ.
А. Н. Перегудов похоронен в Москве на Введенском кладбище (12 уч.).
Отец артиста балета Большого Театра Игоря Перегудова.

## Оперные партии
- «Демон» А. Г. Рубинштейна — Синодал
- «Пиковая дама» П. И. Чайковского — Чекалинский
- «Хованщина» М. П. Мусоргского — Подьячий
- «Майская ночь» Н. А. Римскорго-Корсакова — Винокур
- «Золотой петушок» Н. А. Римского-Корсакова — Гвидон

## Награды и премии
- Орден «Знак Почёта» (27 мая 1951 года) — за выдающиеся заслуги в развитии советского музыкально-театрального искусства и в связи с 175-летием со дня основания Государственного ордена Ленина Академического Большого театра СССР[2]
- Сталинская премия первой степени (1951) — за исполнение партии Подьячего в оперном спектакле «Хованщина» М. П. Мусоргского